# Calceolaria tomentosa
Calceolaria tomentosa  es una especie  de planta perenne endémica de Perú.

## Descripción
Calceolaria tomentosa alcanza 1 m de altura. Hojas suaves, cordadas anchas,  y tallo suave. Flores amarillas. Vive entre 1.500 y 3.000 m s. n. m.

## Taxonomía
Calceolaria tomentosa fue descrita por Ruiz & Pav. y publicado en  Flora Peruviana, et Chilensis 1: 15, pl. 22, f. a. 1798.
Etimología
Calceolaria: nombre genérico que deriva del latín y significa "zapatero".
tomentosa: epíteto latino que significa "peluda".
Sinonimia
- Fagelia tomentosa (Ruiz & Pav.) Kuntze[5]